# روابط عراق و اسرائیل
عراق، اسرائیل را به رسمیت نمی‌شناسد و در نتیجه دو کشور هیچگونه روابط دیپلماتیک رسمی ندارند. عراق در سال ۱۹۴۸ علیه دولت تازه تأسیس یهود اعلام جنگ کرد و از آن زمان به بعد ، این دو کشور از نظر فنی نسبت به یکدیگر در وضعیت جنگی قراردارند. نیروهای عراقی در سالهای ۱۹۶۷ و ۱۹۷۳ در جنگ علیه اسرائیل شرکت‌کردند.
در سال ۱۹۸۱، اسرائیل با ادعای تهدید برای امنیت ملی خود، راکتور هسته‌ای درحال ساخت عراق را در التویثه، جنوب شرقی بغداد بمباران کرد، که عراق هیچ پاسخی نداد. در طول جنگ خلیج فارس (۹۱-۱۹۹۹) ، عراق ۴۲ موشک بالستیک اسکاد اصلاح‌شده به سمت اسرائیل شلیک کرد که اسرائیل به دلیل فشار ایالات متحده برای عدم تلافی جویی به آن‌ها پاسخی‌نداد.
عراق همچنین حامی سرسخت تحریم اسرائیل توسط اتحادیه عرب است. گذرنامه‌های عراقی برای سفر به اسرائیل و گذرنامه‌های اسرائیلی برای ورود به عراق فاقد اعتبار هستند. طبق قوانین اسرائیل، عراق و برخی دیگر از کشورهای عربی و مسلمان به عنوان "کشورهای دشمن" تعیین شده‌اند که یک شهروند اسرائیلی ممکن نیست بدون اجازه ویژه‌ی صادر شده توسط وزارت کشور اسرائیل از آن‌ها بازدید کند.

## تاریخ

### پیش از جنگ ۲۰۰۳ عراق
انگلیسی ها در دهه ۱۹۳۰ خط لوله انتقال نفت کرکوک-حیفا را از غرب عراق از طریق امارت فرااردن تحت سلطه انگلیس و سپس به حیفا ، در فلسطین تحت قیمومت بریتانیا ساختند. در طول جنگ انگلیس و عراق ، ایرگون - جنبش استقلال طلبی اسرائیل - در حمله انگلیس به عراق مشارکت‌کرد.  بلافاصله پس از اعلام تأسیس دولت اسرائیل در ماه مه ۱۹۴۸، ارتش های عرب ، از جمله ارتش عراق، به سرزمین فلسطین حمله کردند و خط لوله انتقال نفت به حیفا بسته‌شد، و خط لوله از طریق یک خط انشعاب به‌سمت طرابلس در لبنان هدایت‌شد. پس از جنگ، عراق تنها کشور عربی بود که با اسرائیل قرارداد آتش بس را امضا نکرد و از سال ۱۹۴۸ به بعد، از نظر فنی این دو کشور در یک جنگ مداوم بوده‌اند.
با وجود عدم مرز مشترک با اسرائیل ، عراق بازیگر مهمی در درگیری های اعراب و اسرائیل بود. نیروهای عراقی حاضر در اردن در جنگ شش روزه در سال ۱۹۶۷ درگیر شدند. جنگ قبل از اینکه عراقی‌ها وقت لازم برای انجام هرگونه اقدام جدی تهاجمی را داشته باشند به پایان رسید. عراق در جنگ یوم کیپور نقش مهم‌تری ایفا کرد. در این جنگ ۳۰.۰۰۰ نفر، ۲۵۰-۵۰۰ تانک و ۷۰۰ نفربر را درست زمانی که سوریه در آستانه فروپاشی بود به جبهه سوریه اعزام کرد. ضد حمله‌های ترکیبی سوریه، عراق و اردن بود که مانع پیشروی بیشتر اسرائیلی‌ها در سوریه شد، هرچند نتوانست اسرائیلی‌ها را به عقب براند. جنگ با شکست اعراب به پایان رسید و نیروهای اسرائیلی در ۴۰ کیلومتری دمشق متوقف‌شدند.
تحت حکومت صدام ، اسرائیل عراق را یک تهدید بزرگ امنیتی برای خود قلمداد می کرد. اسرائیل هنگامی که آن‌ها راکتور هسته ای اوزیراک عراق را در سال ۱۹۸۱ بمباران کرد، با این توجیه که صدام حسین ممکن است از آن برای تولید سلاح هسته‌ای استفاده‌کند، این اقدامات نظامی انجام شد. عراق که مشغول جنگ ایران و عراق بود، پاسخی نداد.
در طول جنگ خلیج فارس در سال ۱۹۹۱، عراق بدون تحریک قبلی، ۴۲ موشک اسکاد به سمت اسرائیل شلیک کرد. هدف این بود که اسرائیل را به جنگ کشانده‌شود و در نتیجه ائتلاف تحت رهبری آمریکا علیه عراق که چندین کشور عربی نیز درآن شرکت‌داشتند ، تضعیف شود. با اصرار ایالات‌متحده برای ممانعت از جنگ، اسرائیل این حمله را تلافی‌نکرد.
به گفته نایجل جی. اشتون ، نویسنده انگلیسی، در سال ۱۹۹۵، نخست وزیر اسرائیل ، اسحاق رابین با ارسال پیامی از طریق پادشاه اردن به صدام، خواستار دیدار او و ملک‌حسین شد. رابین امیدوار بود که صلح با عراق ممکن است ایران و سوریه را ترغیب به انجام همین کار کند. رابین در ماه نوامبر ترور شد و تماس دو دولت به پایان رسید. رابین پیش از این بر عملیات برامبل بوش نظارت داشت، برنامه‌ای ناموفق در سال ۱۹۹۲ برای ترور صدام با کماندوهای سایرت متکل. 
صدام حسین به دلیل مواضع ملی‌گرایی فلسطینی در جهان عرب بسیار مورد احترام بود و از چندین سازمان چریک و مبارز فلسطینی حمایت می‌کرد. در انتفاضه دوم فلسطین، عراق از خانواده‌ی شهدای فلسطینی از جمله بمب‌گذاران انتحاری حمایت مالی‌کرد.

### از جنگ ۲۰۰۳ عراق به بعد
در سال 2003 ، ائتلافی از کشورها به رهبری آمریکا و انگلیس در تلاشی موسوم به " عملیات آزادی عراق " دولت صدام را سرنگون کرد. اگرچه اسرائیل در این ائتلاف قرار نگرفت، اما نشانه‌هایی از حمایت آن وجود داشت. با توجه به گفته جان کری، نتانیاهو (به عنوان یک شهروند خصوصی) در مورد اهمیت حمله به عراق عمیقاً رو به جلو بود و صراحت داشت.  در واشینگتن پست گزارش شد که اسرائیل از مقامات آمریکا می خواهد که حمله نظامی علیه صدام را به تأخیر نیندازند  همچنین گزارش شده‌است که نهادهای اطلاعاتی اسرائیل گزارش های نگران‌کننده‌ای درباره‌ی برنامه عراق برای تولید سلاح‌های کشتار جمعی در اختیار واشینگتن قرارمی‌دهند. 
برعکس، برخی اظهار داشته‌اند که اسرائیل نقش زیادی در فشار برای جنگ نداشته‌است. به گفته داگلاس فیث، وزیر دفاع سابق آمریکا ، مقامات اسرائیلی همتایان آمریکایی خود را برای آغاز جنگ در عراق تحت فشار قرار ندادند. فیث در مصاحبه با وای‌نت اظهار داشت که "آنچه از اسرائیلی‌ها شنیدید هیچ نوع حمایت از جنگ با عراق نبوده‌است" و "درکل چیزی که از مقامات اسرائیلی در بحث‌های خصوصی شنیدید این بود که آنها واقعاً روی عراق... و از آن بیشتر به ایران توجه داشتند".
ایاد علاوی، نخست وزیر پیشین سکولار و شیعه‌ی عراق در سال ۲۰۰۴ گفت که عراق اختلافات خود را با اسرائیل حل نخواهدکرد. 
در اول ژوئیه ۲۰۰۸، ایهود باراک، وزیر دفاع اسرائیل در کنفرانس انترناسیونال سوسیالیست در یونان، با جلال طالبانی، رئیس جمهور وقت عراق، دست داد و ملاقات کوتاهی داشت. باراک و طالبانی هر دو به عنوان نمایندگان احزاب‌سیاسی متبوع خود، یعنی حزب کارگری و میهنی کردستان در این کنفرانس حاضر بودند. 
مثال الآلوسی، نماینده مجلس عراق، دو بار به اسرائیل سفر کرده است. یک بار در سال ۲۰۰۴ و بار دیگر در سال ۲۰۰۸، که با اعتراض بسیاری از در دولتمردان عراقی مواجه‌شده‌است. وی خواستار روابط دیپلماتیک و اشتراک اطلاعات نظامی بین عراق و اسرائیل شده است. 
در طول جنگ غزه (۰۹-۲۰۰۸) ، دولت فدرال عراق اسرائیل را به دلیل حمله محکوم کرد و اظهارداشت: "دولت عراق خواستار توقف عملیات نظامی است، زیرا زندگی غیرنظامیان نباید بی‌مورد در معرض خطر قرار بگیرد و از جامعه‌جهانی درخواست می‌کند به مسئولیت‌های خود عمل‌کرده و اقدام‌های لازم را برای متوقف‌کردن حمله اتخاذ کنند".  حزب الدعوه، حزب نخست وزیر وقت، نوری المالکی از کشورهای اسلامی خواست روابط خود با اسرائیل را قطع کرده و به تمام "گفتگوهای مخفی و عمومی" با آن پایان‌دهند.  همچنین، سیدعلی سیستانی ، رهبر شیعیان عراق، خواستار اقدام قاطع کشورهای عربی و مسلمان برای پایان‌دادن به حملات اسرائیل به غزه شده است. اگرچه او این عملیات را محکوم کرد، اما اظهار داشت که "با توجه به فاجعه‌ی بزرگی که درحال وقوع است حمایت صرفاً لفظی از برادرانمان معنی ندارد. پس از حمله ۲۰۱۰ به ناوگان غزه، یک مقام دولت عراق ، خیرالله البصری نماینده‌ی مجلس(عضو ائتلاف دولت قانون به رهبری نخست وزیر سابق نوری المالکی)، حمله را محکوم کرد و آن را "فاجعه‌ی انسانی جدید" و "نقض حقوق بشر و نقض استانداردها و هنجارهای بین‌المللی" توصیف کرد.  در ژوئیه ۲۰۱۲ ، نوری المالکی گفت که عراق با همه‌ی کشورها به جز اسرائیل روابط دیپلماتیک برقرار خواهد کرد. 
برخی از مقامات عراقی و رهبران کُرد دولت عراق را به قاچاق مخفیانه نفت به اسرائیل متهم کرده‌اند. فرهاد العروشی، نماینده‌ی کرد پارلمان، دولت عراق را به قاچاق نفت به اسرائیل از طریق اردن متهم کرد. این ادعا توسط حسین شهرستانی معاون نخست وزیر عراق و رکان المجالی وزیر اطلاعات و ارتباطات اردن تکذیب‌شد. نخست‌وزیر عراق نوری المالکی نیز این ادعا را رد کرد و درعوض کردستان عراق را قاچاق نفت به اسرائیل متهم کرد.  
پیش‌از همه‌پرسی استقلال کردستان عراق در سال ۲۰۱۷، اسرائیل تنها قدرتی بود که از استقلال کردستان عراق حمایت کرد. در حمله بعدی عراق علیه کردها (معروف به بحران کرکوک)، ارتش عراق به سرعت بر مناطق تحت تصرف پیشمرگان کرد در خارج از مرزهای کردستان عراق در خط جنگ با داعش ، از جمله شهر کرکوک مسلط شد. در طول جنگ کوتاه ، بنیامین نتانیاهو نخست وزیر اسرائیل با قدرت‌های جهانی برای جلوگیری از عقب‌ماندگی بیشتر کردهای عراق لابی‌کرد.

### حمله مقاومت اسلامی در عراق به اسرائیل
در نوامبر ۲۰۲۳، مقاومت اسلامی عراق عملیات نظامی خود را علیه اسرائیل آغاز کرد و ایلات، خط ساحلی دریای مرده، بلندی‌های جولان اشغالی توسط اسرائیل، میدان گازی کاریش، حیفا، اشدود، کریات شمونا، تل‌آویو و الیفلت را با هواپیماهای بدون سرنشین و الیفلت هدف قرار داد. موشک ها بسیاری از پهپادها و موشک ها توسط نیروی هوایی اسرائیل و نیروی هوایی سلطنتی اردن رهگیری شده اند. در اکتبر ۲۰۲۴، گزارش‌ها حاکی از آن بود که شبه‌نظامیان مرتبط با ایران در عراق با حملات پهپادی و موشکی به اسرائیل، فعالیت‌های خود را تشدید کرده‌اند.